# Motjeka Madisha
Motjeka Madisha (sinh ngày 12 tháng 1 năm 1995 - 13 tháng 12 năm 2020) là một cầu thủ bóng đá người Nam Phi thi đấu cho Mamelodi Sundowns, ở vị trí hậu vệ.

## Bàn thắng quốc tế
Bàn thắng và kết quả của Nam Phi được để trước.
| #  | Ngày               | Địa điểm                                      | Đối thủ  | Bàn thắng | Kết quả | Giải đấu        |
| -- | ------------------ | --------------------------------------------- | -------- | --------- | ------- | --------------- |
| 1. | 8 tháng 6 năm 2018 | Sân vận động Peter Mokaba, Polokwane, Nam Phi | Botswana | 1–0       | 3–0     | COSAFA Cup 2018 |